# جان کندی (بازیگر)
جان کندی (انگلیسی: John Candy؛ زاده ۳۱ اکتبر ۱۹۵۰ درگذشته ۴ مارس ۱۹۹۴) یک هنرپیشه اهل کانادا بود. وی بین سال‌های ۱۹۶۹ تا ۱۹۹۴ میلادی فعالیت می‌کرد.

## فیلم‌شناسی
از فیلم‌ها یا برنامه‌های تلویزیونی که وی در آن نقش داشته است می‌توان به آثار زیر اشاره کرد.
- ۱۹۴۱ (فیلم)
- برادران
- راه‌راه
- هوی متال
- تعطیلات نشنال لمپون
- شلپ شلوپ
- داوطلبان
- مسلح و خطرناک
- فروشگاه کوچک ترسناک
- توپ‌های فضایی
- هواپیماها، قطارها و اتومبیل‌ها
- او یک بچه دارد
- تنها در خانه
- امدادگران: مأموریت زیرزمینی
- جی‌اف‌کی
- روزی جرم
- رقابت سرد
- هیچ‌چیز به‌جز دردسر
- فرصت‌های شغلی
- میلیون‌ها بروسترس